# Adam Stanowski
Adam Stanowski, ps. Saski (ur. 19 kwietnia 1927 w Gdańsku, zm. 7 lutego 1990 w Lublinie) – polski działacz katolicki, więzień stalinowski, opozycjonista w czasach PRL, senator I kadencji.

## Życiorys

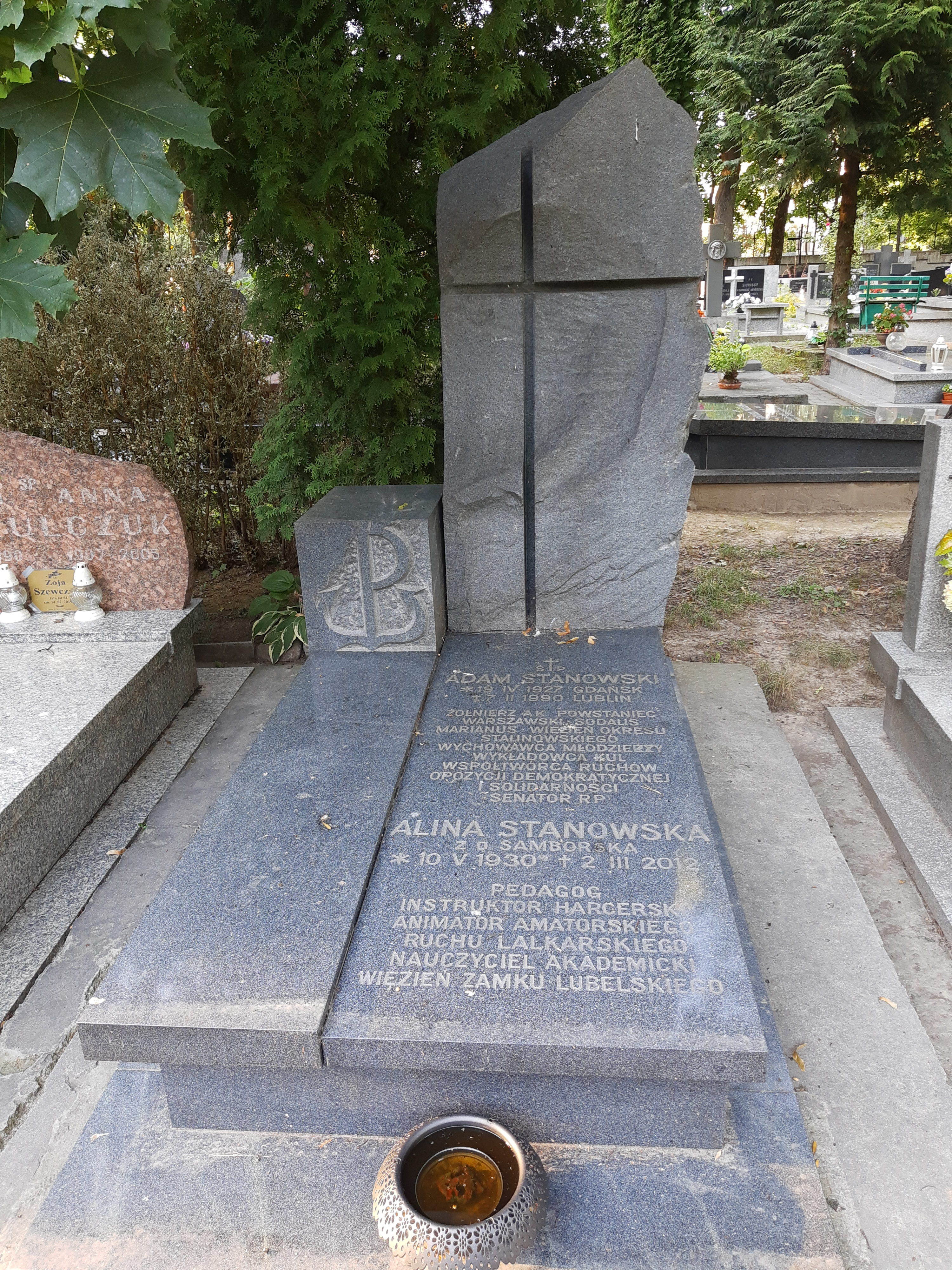
Grób Adama Stanowskiego na cmentarzu przy ul. Lipowej w Lublinie

Syn Stanisława (1886–1963), m.in. urzędnika polskiej Dyrekcji Okręgowej Kolei Państwowych z siedzibą w Wolnym Mieście Gdańsku i następnie w Toruniu, działacza Stronnictwa Pracy i Stronnictwa Demokratycznego, oraz Zofii z domu Lateiner (1898–1980), urzędniczki. 
Od 1941 w konspiracyjnych grupach katolickich związanych z Sodalicją Mariańską, od 1942 w Szarych Szeregach, od 1943 żołnierz Armii Krajowej w Zgrupowaniu Pułku „Baszta”. Był uczestnikiem powstania warszawskiego (pseudonim Saski), uległ poparzeniu w pierwszym dniu walk. Przebywał kolejno w szpitalu prowadzonym przez elżbietanki w Warszawie, w wojskowym obozie przejściowym w Skierniewicach i w tamtejszym szpitalu św. Stanisława. 
Po wojnie działacz akademickiej Sodalicji Mariańskiej, był zastępcą prefekta tymczasowego zarządu koła gdańskiego, następnie w latach 1948–1949 prefektem organizacji na Katolickim Uniwersytecie Lubelskim i sekretarzem generalnym krajowego Związku Akademickich Sodalicji Mariańskich (ZASM). W latach 1949–1950 studiował pedagogikę społeczną pod kierunkiem Heleny Radlińskiej i Sergiusza Hessena na Uniwersytecie Łódzkim, uzyskując absolutorium. W październiku 1950 wstąpił do Wyższego Metropolitalnego Seminarium Duchownego w Warszawie. Aresztowany przez funkcjonariuszy UB w lutym 1949 w związku ze śledztwem przeciw organizacji Juventus Christiana (zwolniony po 3 miesiącach) i ponownie w grudniu 1950 jako były członek kierownictwa ZASM. W 1951 skazany wyrokiem Wojskowego Sądu Rejonowego w Warszawie na 7 lat pozbawienia wolności, więziony w Zakładzie Karnym we Wronkach; został zwolniony w 1955. 
W 1956 ukończył pedagogikę na Katolickim Uniwersytecie Lubelskim. W 1969 uzyskał na Uniwersytecie Warszawskim stopień naukowy doktora, broniąc pracy Odpowiedzi autoidentyfikacyjne jako wskaźnik postaw wobec religii, przygotowanej pod kierunkiem Stefana Nowaka. Od połowy lat 50. był pracownikiem naukowym KUL oraz działaczem Klubu Inteligencji Katolickiej, w latach 1969–1971 zasiadał w zarządzie KIK. Przez wiele lat pełnił funkcję redaktora miesięcznika „Więź” oraz redaktora „Zeszytów Naukowych KUL”.
W październiku 1967 jako delegat Episkopatu Polski brał udział w III Światowym Kongresie Apostolstwa Świeckich w Rzymie. Od połowy lat 70. prowadził aktywną działalność opozycyjną. W 1976 sygnował List 101, zainicjowany przez przeciwników zmian w Konstytucji PRL. Autor artykułów w niezależnym piśmie „Spotkania”. W 1978 został jednym z członków założycieli i wykładowcą Towarzystwa Kursów Naukowych.
Był tajnym współpracownikiem SB jako TW „Romuald”. Miał być zarejestrowany do 1982. W latach 1982–1989 był rozpracowywany przez funkcjonariuszy bezpieki.
W 1980 został przewodniczącym tymczasowego komitetu założycielskiego, a następnie komisji uczelnianej NSZZ „Solidarność” na KUL; ze względu na stan zdrowia zrezygnował w październiku 1981. Wszedł w skład MKZ Regionu Środkowo-Wschodniego związku, a w 1981 stanął na czele zespołu doradców zarządu regionu. Był redaktorem naczelnym niezależnego pisma „Miesiące” oraz ekspertem na I Krajowym Zjeździe Delegatów NSZZ „S” w Gdańsku. W stanie wojennym członek tajnego Tymczasowego Zarządu Regionu Środkowo-Wschodniego NSZZ „Solidarność”, kierownik podziemnej Wszechnicy Związkowej oraz uczestnik niejawnej Rady Edukacji Narodowej. Po zakończeniu stanu wojennego był współzałożycielem Klubu Katolickiego w Lublinie, zorganizowanego w opozycji do lubelskich struktur KIK kierowanych przez Ryszarda Bendera, a następnie jego prezesem (1985–1987). Działał w ruchu Comunione e Liberazione, współpracował ze stowarzyszeniem Russia Cristiana. W latach 1986–1990 był współtwórcą i kierownikiem Studium Katolickiej Nauki Społecznej przy Duszpasterstwie Ludzi Pracy w Stalowej Woli. W maju 1989 na polecenie Senatu KUL współorganizował filię Wydziału Nauk Społecznych KUL w Stalowej Woli. Do końca lat 80. wielokrotnie zatrzymywany i poddawany rewizjom.
Członek Komitetu Obywatelskiego przy Lechu Wałęsie. Brał udział w rozmowach Okrągłego Stołu w podzespole do spraw oświaty, nauki i postępu technicznego. W czerwcu 1989 został wybrany na senatora I kadencji z ramienia Komitetu Obywatelskiego w województwie lubelskim. Zmarł w lutym 1990 w trakcie senackiej kadencji. Pochowany w części komunalnej cmentarza przy ul. Lipowej w Lublinie (kwatera P4KK/1/26).

## Życie prywatne
W 1958 zawarł związek małżeński z Aliną z domu Samborską (1930–2012), działaczką harcerską i nauczycielką akademicką. Miał z nią trzech synów: Krzysztofa Piotra, Macieja i Jana Michała.

## Publikacje
- Czego Sobór oczekuje od nas?, „Tygodnik Powszechny”, nr 6, 1963.
- Helena Radlińska, „Znak”, nr 21, 1969, s. 1333–1340.
- Chrześcijanie wobec praw człowieka. Dyskusja panelowa w KIK-u w Warszawie, „Spotkania”, nr 3–4, 1978, s. 14–17.
- Polacy wobec wyboru Papieża – badania ankietowe, 1979.
- Czym jest „non violance”, „Spotkania”, nr 31, 1986, s. 164–172.
- Uniwersytet ludowy i młode pokolenie chłopów, 1981.
- Razem czy osobno. Perspektywy niezależnego i autentycznego ruchu harcerskiego po VII zjeździe ZHP. Próba ekspertyzy, „Bratnie słowo. Pismo Kręgu Instruktorów Harcerskich im. Andrzeja Małkowskiego”, nr 5, 1981, s. 1–3.
- Droga Krzyżowa, 1982.
- Ojczyzna – nauka – cnota. Od filomatów do harcerstwa, „Zeszyty Bratniego Słowa”, nr 1, 1985, s. 21–32.